# Raputia amazonica
Raputia amazonica là một loài thực vật có hoa trong họ Cửu lý hương. Loài này được (Huber) Kallunki miêu tả khoa học đầu tiên năm 1994.